# Peucedramus taeniatus
La parula olivacea (Peucedramus taeniatus (du Bus de Gisignies, 1847)) è un uccello passeriforme, diffuso in America del Nord e in Centro America. È l'unica specie nota del genere Peucedramus e della famiglia Peucedramidae.

## Distribuzione e habitat
L'areale della specie si estende dagli Stati Uniti d'America sud-occidentali (Arizona e Nuovo Messico) e dal Messico sino a Guatemala, El Salvador, Honduras e Nicaragua.

## Tassonomia
Sono note le seguenti sottospecie:
- P. taeniatus arizonae Miller & Griscom, 1925 - presente negli USA sud-occidentali e nel Messico nord-occidentale
- P. taeniatus jaliscensis Miller & Griscom, 1925 - diffusa in Messico centro-settentrionale
- P. taeniatus giraudi Zimmer, 1948 - diffusa in Messico centro-meridionale
- P. taeniatus taeniatus (Du Bus de Gisignies, 1847) - presente dal Messico meridionale al Guatemala
- P. taeniatus micrus Miller & Griscom, 1925 - diffusa in Honduras, El Salvador e Nicaragua